# Skogshöjdens kyrka
Skogshöjdens kyrka är en kyrkobyggnad i stadsdelen Skogshöjden i Trollhättan. Den tillhör Trollhättans församling i Skara stift.

## Kyrkobyggnaden
Kyrkan invigdes i augusti 1990 av biskop Lars-Göran Lönnermark. Arkitekt P. O. Wallner från Göteborg har ritat kyrkan och Pelle Frenning, Göteborg, inredningen. Kyrkan är sammanbyggd med ett församlingshem och fritidsgård i öster. Kyrkan har en reslig, åttakantig plan som är påminnande om en basilika, eftersom lanterninen ger ett överljus åt kyrkorummet. 
En öppen klockstapel står på entrégården.

## Inventarier
- Altare, altarring, predikstol och dopfunt är alla av trä. De är tillverkade i ett finsnickeri på Nääs utanför Alingsås.
- Altartavlan, Vingårdsmästaren – Lovsångsträdet är målad 1995 av Harry Svensson.

### Orglar
År 1992 övertogs en orgel från Götalundens kyrka. Den skänktes emellertid 2002 till en församling i Lettland och numera använder man en digitalorgel.